# لين والترز
لين والترز (بالإنجليزية: Len Walters) هو منافس ألعاب قوى بريطاني، ولد في 27 يناير 1947.

## روابط خارجية
- لين والترز على موقع اتحاد ألعاب الكومنولث (مؤرشف) (الإنجليزية)